# Spineshank
Spineshank – amerykański zespół industrial metal i nu metal. Powstałą w 1996 roku w Los Angeles grupę współtworzą: Johnny Santos (wokal), Rob Garcia (bas), Tom Decker (perkusja) oraz Souren „Mike” Sarkisyan (gitara). W połowie lat dziewięćdziesiątych band otwierał koncerty takich zespołów jak Sepultura czy Coal Chamber. W 1997 roku grupa podpisała kontrakt, w efekcie czego rok później wydała swój debiutancki album – Strictly Diesel. Spineshank często porównywani są do Fear Factory, którego frontman, Burton C. Bell, udzielił się w jednym z utworów wykonawców. Beginning of the End, jeden z utworów zespołu, znalazł się na ścieżce dźwiękowej do filmu Ronny’ego Yu Freddy kontra Jason (2003).

## Dyskografia
| 1998                           | Strictly Diesel - Data: 22 września 1998 - Wydawca: Roadrunner               | –   | 129 |
| 2000                           | The Height Of Callousness - Data: 10 października 2000 - Wydawca: Roadrunner | 183 | 104 |
| 2003                           | Self-Destructive Pattern - Data: 9 września 2003 - Wydawca: Roadrunner       | 89  | 83  |
| 2012                           | Anger Denial Acceptance - Data: 19 czerwca 2012 - Wydawca: Century Media     | –   | –   |
| „–” pozycja nie była notowana. |                                                                              |     |     |